# Beata octopunctata
Beata octopunctata is een spinnensoort in de taxonomische indeling van de springspinnen (Salticidae).
Het dier behoort tot het geslacht Beata. De wetenschappelijke naam van de soort werd voor het eerst geldig gepubliceerd in 1893 door Elizabeth Maria Gifford Peckham & George William Peckham.